# Maralixibat
Le maralixibat est un médicament utilisé pour traiter les démangeaisons dues aux sels biliaires élevés chez les personnes atteintes du syndrome d'Alagille. Il est vendu sous le nom de marque Livmarli.

## Mode d'action
Il s'agit d'un inhibiteur du transporteur d'acide biliaire iléal.

## Usage médical
Le maralixibat  est utilisé chez les enfants âgées de 2 mois à 1 an,. Il est pris par voie orale.

## Effets secondaires
Les effets secondaires de ce médicament  comprennent la diarrhée, les douleurs abdominales, un faible taux de vitamines liposolubles, des problèmes hépatiques, des saignements gastro-intestinaux ou des fractures osseuses. Ce médicament est jugé sans danger pendant la grossesse. 

## Histoire
Le médicament a été approuvé pour un usage médical aux États-Unis en 2021,. En Europe, il est disponible en tant que médicament orphelin. Aux États-Unis, 30 ml de solution à 9,5 mg/mL coûtent environ 54 000 dollars américains en 2022.